# Lista över öar på Puerto Rico
Detta är en komplett lista över öar på den amerikanska ögruppen Puerto Rico.
The Commonwealth of Puerto Rico har 143 öar, cays, holmar och atoller. Endast huvudön Puerto Rico (8,709 km²) och öarna Vieques (133 km²) och Culebra (27 km²) är bebodda. Isla de Mona (56 km²) har personal från Puerto Rico Department of Natural and Environmental Resources (DNER) stationerad året runt men inga privatpersoner bor på ön (annat än övernattande campinggäster och naturälskare). Ön Caja de Muertos (1,5 km²) är också ett DNER Nature Reserve, medan Desecheo Island (1,5 km²) är ett National Wildlife Refuge administrerat av the US Fish and Wildlife Service.
De övriga 140 öarna, cays, holmarna och atollerna är inte bebodda. Tre av öarna är i privat ägo: Palomino Island, som hyrs ut långsiktigt till El Conquistador Hotel, och Isla de Ramos och Isla de Lobos.
- Arecibo
  - Los Negritos
  - Roca Cocinera
  - Roca Resuello
  - Tres Hermanas
- Barceloneta
  - Tres Hermanos

- Bayamón
  - Isla San Juan

- Cabo Rojo
  - Cayo Fanduca
  - Isla de Ratones
  - Roca Ola
  - Roca Velasquez

- Camuy
  - Penon Brusi
  - Penon de Afuera

- Carolina
  - Islote Numero dos

- Ceiba
  - Arrecife Barriles
  - Arrecife Hermanos
  - Cabeza de Perro
  - Cayo Cabritas
  - Cayo Pinerito
  - Isla Cabras
  - Isla Pineros
  - Las Lavanderas del Este
  - Las Lavanderas del Oeste
  - Piragua de Adentro
  - Piragua de Afuera

- Culebra
  - Alcarraza
  - Cayo Ballena
  - Cayo Botella
  - Cayo de Luis Peña
  - Cayo del Agua
  - Cayo Lobito
  - Cayo Lobo
  - Cayo Matojo
  - Cayo Norte
  - Cayo Pirata
  - Cayo Raton
  - Cayo Sombrerito
  - Cayo Tiburon
  - Cayo Verde
  - Cayo Yerba
  - Cayos Geniqui
  - El Ancon
  - El Mono
  - Isla Culebrita
  - Isla de Culebra
  - Las Hermanas
  - Los Gemelos
  - Pela
  - Pelaita
  - Piedra del Norte (del av Culebrita)
  - Piedra Stevens
  - Roca Culumna (del av Cayo Lobito)
  - Roca Speck
  - Cayo Tuna
  - Roca Lavador (awash)
  - Cayo Botijuela
- Fajardo
  - Cayo Ahogado
  - Cayo Diablo
  - Cayo Icacos
  - Cayo Largo
  - Cayo Lobos
  - Cayo Obispo
  - Cayo Ratones
  - Isla de Ramos
  - Isla Palominito
  - Isla Palomino
  - La Blanquilla
  - La Cordillera
  - Las Cucarachas
  - Los Farallones

- Guánica
  - Cayo Don Luis
  - Cayo Terremoto
  - Cayos de Caña Gorda
    - Gilligans Island = Cayo Aurora = Cayo Caña Gorda
    - Cayo Honda
    - Isla Ballena

- Guayama
  - Cayo Caribes
  - Mata Redonda

- Guayanilla
  - Cayo Maria Langa
  - Cayo Mata

- Humacao
  - Cayo Batata
  - Cayo Santiago (Monkey Island)

- Juana Diaz
  - Cayo Berberia

- Lajas
  - Cayo Bayo
  - Cayo Caracoles
  - Cayo Collado
  - Cayo Corral
  - Cayo Enrique
  - Cayo Mata Seca
  - Cayo Vieques
  - Isla Cueva
  - Isla Guayacan
  - Isla Magueyes
  - Isla Matei

- Loiza
  - Isla La Cancora
  - Islote de Juan Perez
  - Punta Larga
  - Punta Mosquitos

- Mayagüez
  - Desecheo Island
  - Mona Island
  - Monito Island

- Nagüabo
  - Bajo Evelyn
  - Cayo Algodones

- Peñuelas
  - Cayos Caribe
  - Cayo Palomas
  - Cayo Parguera
  - Cayo Rio

- Ponce
  - Cayo Arenas
  - Isla de Cardona
  - Isla de Ratones
  - Isla del Frio
  - Isla Caja de Muertos
  - Isla Morrillito
  - Isla de Gatas
  - Isla de Jueyes

- Salinas
  - Cayo Mata
  - Cayo Morrillo
  - Cayo Puerca
  - Cayos de Barca
  - Cayos de Pajaros
  - Cayos de Ratones

- San Juan
  - Isla Guachinanga
  - Isla Piedra
  - Penon de San Jorge

- Santa Isabel
  - Cayo Alfenique
  - Cayos Cabezazos
  - Cayos de Caracoles
  - Isla Puerca

- Toa Baja
  - Isla de Cabras
  - Isla de las Palomas
  - Las Cabritas

- Vega Baja
  - Isla de Cerro Gordo
  - Isletas de Garzas

- Vieques
  - Cayo Chiva
  - Cayo de Tierra
  - Cayo Jalova
  - Cayo Jalovita
  - Cayo Real
  - Isla Chiva
  - Isla de Vieques
  - Isla Yallis
  - Roca Alcatraz
  - Roca Cucaracha